# День подяки
День подя́ки (англ. Thanksgiving Day) — свято з тривалою історією, що відзначається у багатьох країнах світу і переважно пов'язане із закінченням сільськогосподарських робіт. Головна мета — подякувати Богові за врожай та допомогу у вирощенні врожаю та за всі досягнення нації впродовж року. Часто в таких святах присутні елементи древніх національних традицій. У країнах, де переважає протестантизм, День подяки часто пов'язується з біблійним святом Шавуот. Традиція таких святкувань понад століття притаманна і протестантському середовищу України.
Відзначається в США у листопаді, в Канаді — у жовтні, в Україні — у вересні. Із 17 вересня 2017 року Свято подяки відзначається у форматі Всеукраїнського.

## Світові традиції
- У Кореї відзначається Свято — Чхусок, як свято врожаю та сім'ї[1]
- В Японії з давніх-давен відзначається День подяки за працю і вшанування праці один одного.
- В юдаїзмі Шавуот відзначається на 50-й день після Песаху як свято закінчення жнив та як згадка про дарування євреям Тори на горі Синай при виході з Єгипту. За межами Ерец Ісраель свято відзначається два дні.
- У Нідерландах і Швейцарії святкування проходить у змаганнях за найбільший вирощений гарбуз.
- В Індії це свято відзначається в багатьох штатах, але найкраще дотримуються цієї традиції християни в Гоа.
- У США та Канаді це всенародне державне свято.

## У США
Це державне загальнонародне свято США щорічно святкують в останній четвер листопада; свято відзначає перший урожай, який зібрали пілігрими із Плімутської колонії 1621 року після голодної зими в Новому Світі. Губернатор пілігримів Вільям Бредфорд проголосив День подяки Богові за те, що Він допоміг їм пережити сувору зиму. Колоністи, які вижили завдяки допомозі індіанців, влаштували для себе і для них триденне святкування з молебнями подяки і бенкетом.
Через 2 роки колонія страждала від посухи й губернатор проголосив день посту та молитви. Незадовго після цього почався дощ. Щоб відзначити Божу відповідь на молитву, 29 листопада було проголошене Днем подяки. Ця дата вважається початком того, що зараз є Днем подяки у США, який відзначають у четвертий четвер листопада. У 1789 році перший президент США Джордж Вашингтон проголосив це свято національною подією і на прохання конгресу визначив дату — 26 листопада, четвер. Остаточно національним святом День подяки став 1863 року, коли президент Авраам Лінкольн встановив його в останній четвер листопада й оголосив національним святом і вихідним днем. Існує легенда, що це рішення Лінкольн ухвалив через письменницю Сару Йозефу Хейл, що писала листи президенту протягом 17 років, просивши проголосити цей день святом, її згодом назвали «матір'ю Дня подяки».
День подяки прийнято святкувати у родинному колі. Родичі і друзі з'їжджаються зі всієї країни за спільний стіл з традиційними стравами. Обов'язковими стравами в День подяки є фарширований індик з журавлиновим варенням і солодкий пиріг з гарбузовою начинкою. На думку істориків, усе це було на столах колоністів у XVII столітті. До цього дня по всій країні відгодовують велику кількість індиків, щоб забезпечити кожну американську сім'ю хоча б по одному.

## У Канаді
Так само, як у США, зараз святкування Дня подяки набуло популярності й у Канаді, але на місяць раніше: осінь тут настає значно раніше, тому свято випадає на другий понеділок жовтня. Уперше в цій країні День подяки відзначив англійський дослідник Мартін Фробішер, який безуспішно намагався віднайти для Англії північний морський шлях у Китай. Опинившись зовсім не в Китаї, а на території нинішньої канадської провінції Ньюфаундленд і Лабрадор, він заснував там поселення у 1578 році — і формально віддав Богу подяку за те, що вижив у довгій подорожі у Новий світ. Таке його відзначення успішного прибуття на новий материк прийнято вважати першим Днем подяки, відсвяткованим у Північній Америці. З напливом нових поселенців у Канаду, практика святкування переросла в традицію. А з 1957 року День подяки — у Канаді державне загальнонародне свято й вихідний день. 1 січня 1957 року Парламент Канади проголосив: «Загальний День подяки Всемогутньому Богу за щедрий урожай, яким благословенна Канада, святкувати в другий понеділок жовтня».

## В Україні

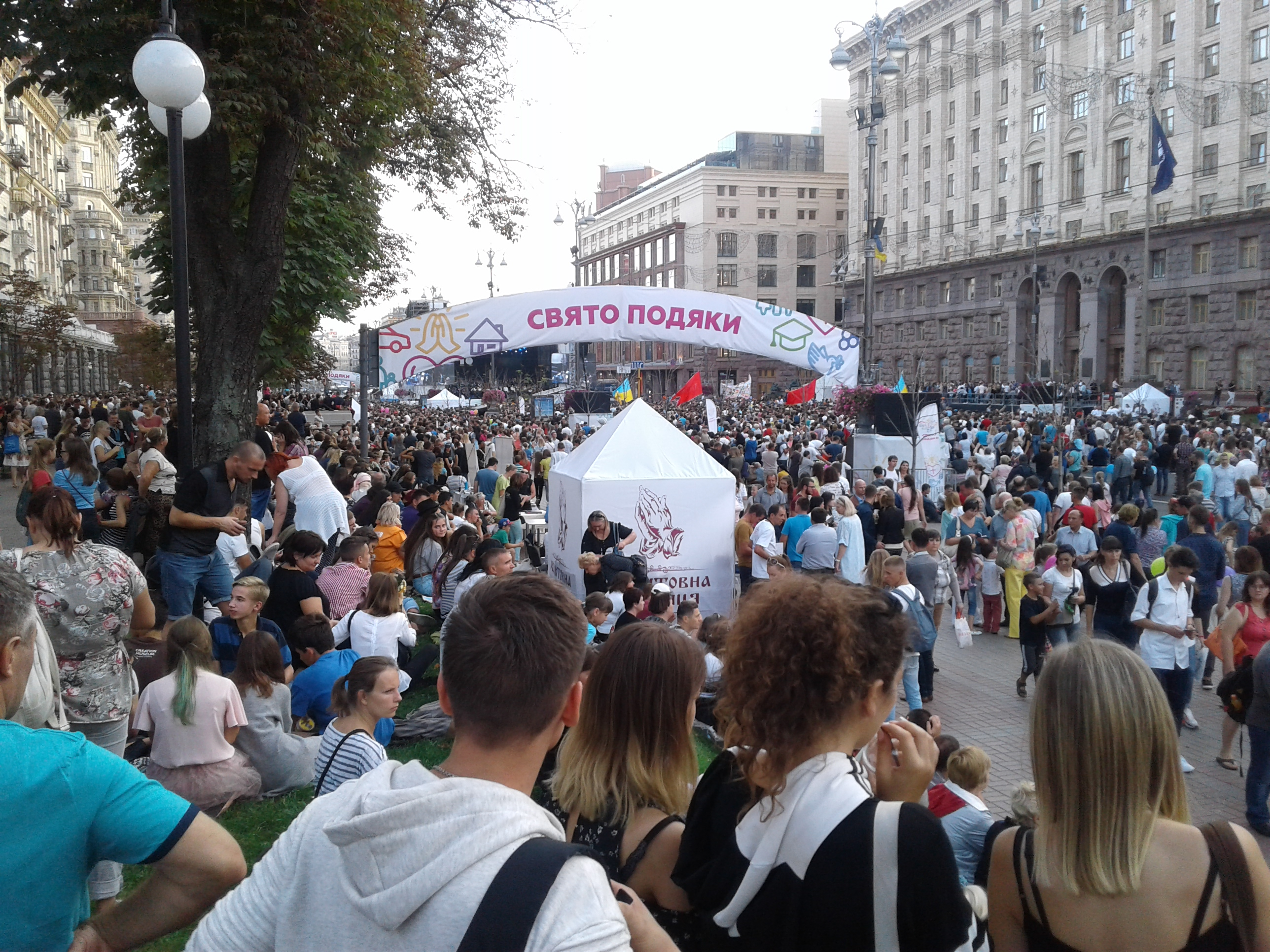
Свято подяки в Києві. 17 вересня 2017

Культура вдячності з давніх давен була традицією у багатьох країнах світу. Не є винятком й Україна. Ще в давнину слов'яни відзначали Свято жнив, Обжинки, яке святкували по закінченню збору врожаю. На жаль, традиція з роками загубилась, натомість День подяки став загальнодержавним святом в Америці та Канаді. Та без огляду на це, віряни українських протестантських євангельських церков мають добру традицію святкування Свята Жнив уже понад 100 років. Традиційно у вересні вони святкують День подяки у своїх церквах, аби віддати шану Богові за врожай. А 3 березня 2006 року на зустрічі Всеукраїнської Ради Церков і релігійних організацій із Президентом України була представлена концепція проведення Дня Подяки Богові на загально-національному рівні. Ідея проведення такого свята як заходу національного масштабу була озвучена Старшим єпископом Церкви християн віри євангельської України Михайлом Паночком. І хоча рішення у цьому питанні не прийнято ще й досі, 7 жовтня 2006 р., з ініціативи ЦХВЄУ, в Україні вперше пройшов Всеукраїнський День Подяки, який викликав великий резонанс у релігійній спільноті України. Християни з усіх областей України з'їхались до Києва, щоб подякувати Богові за хліб, за мир, за Україну. Участь у святкуванні взяли представники більшості християнських конфесій країни. А у наступному, 2007 році, 21 жовтня, вітаючи учасників свята, Президент України Віктор Ющенко, відзначив його важливість у процесі духовного оновлення нації.
Масштабні заходи також проходили у палаці «Україна» та на Майдані незалежності у 2008 та 2009 роках. Після цього традиція святкувати День подяки або ж Свято жнив публічно перемістилася в обласні центри.
17 вересня 2017 року, у рамках відзначення 500-річного ювілею Реформації, вшанування якого було офіційно підтримано й Українською державою, відбулося грандіозне святкування Всеукраїнського Дня Подяки на Хрещатику. Урочистості на головній вулиці столиці, співорганізаторами яких виступила і Рада євангельських протестантських церков, зібрали, за деякими підрахунками, до півмільйона українців. Востаннє така кількість громадян збиралась у центрі Києва тільки під час Євромайдану. Та цього разу людей об'єднала не політика, а бажання подякувати Богу, і помолитися за мир. Гостями свята тоді стали: Брії Блессінг, депутат Парламенту Великої Британії Марк Прітчард, віцепрезидент Парламентської Асамблеї Ради Європи Валеріу Гілецькі, президент Християнського Центру державного управління ім. Кеннеді при Конгресі США Джордж Роллер, міс-Америка Террі Мьюс, та екс-зірка NBA (баскетбол) Даніель Дролінгео. На закінчення свята виступив Нік Вуйчич, всесвітньо відомий спікер, що народився без рук і ніг, спеціально прилетів до Києва на День подяки.
2018 року Свято подяки відбулося 23 вересня на Хрещатику. В урочистостях взяли участь зірка Голлівуду Стівен Болдвін, мотиваційний спікер Нік Холл, відомий британський співак Мартін Сміт.

## Біблійна історія свята
Свято подяки бере свій початок ще понад 3500 років тому. Саме тоді, після визволення з єгипетського рабства, Бог заповідав ніколи не забувати про вдячність:
```
«Стережися, щоб, коли ти будеш їсти й наситишся, і добрі доми будуватимеш, а худоба твоя велика та худоба твоя мала розмножиться, і срібло та золото розмножаться тобі, …щоб не забув ти Господа, Бога свого, …щоб ти не сказав у серці своїм: Сила моя та міць моєї руки здобули мені цей добробут» (Повторення Закону 8:11-14).
```

Вдячність — це запорука благословення та довголіття народу, це дух перемоги. Тож юдеї трималися заповіді Господньої, відзначаючи Свято жнив:
```
«Будеш дотримувати свята жнив першоплоду праці твоєї, що сієш на полі. І свято збирання при закінченні року, коли ти збираєш з поля працю свою. …Початки першоплоду твоєї землі принесеш до дому Господа, Бога твого» (Біблія, книга Вихід 23:16-19).
```

За часів християнства це стало добрим прикладом і для інших народів.

## Економічне трактування
У нотатках Айн Ренд День подяки в американському святкуванні  розглядається як «свято успішного виробництва»:
День подяки — типово американське свято. Незважаючи на релігійну форму (подяка Богові за добрий урожай), його суттєве, світське значення — це свято успішного виробництва. Це свято виробників. Щедра трапеза є символом того факту, що рясне споживання є результатом і нагородою виробництва. Достаток є (або був і повинен бути) гордістю Америки — так само, як гордістю американських батьків є те, що їхні діти ніколи не повинні потерпати від голоду. 

## Галерея

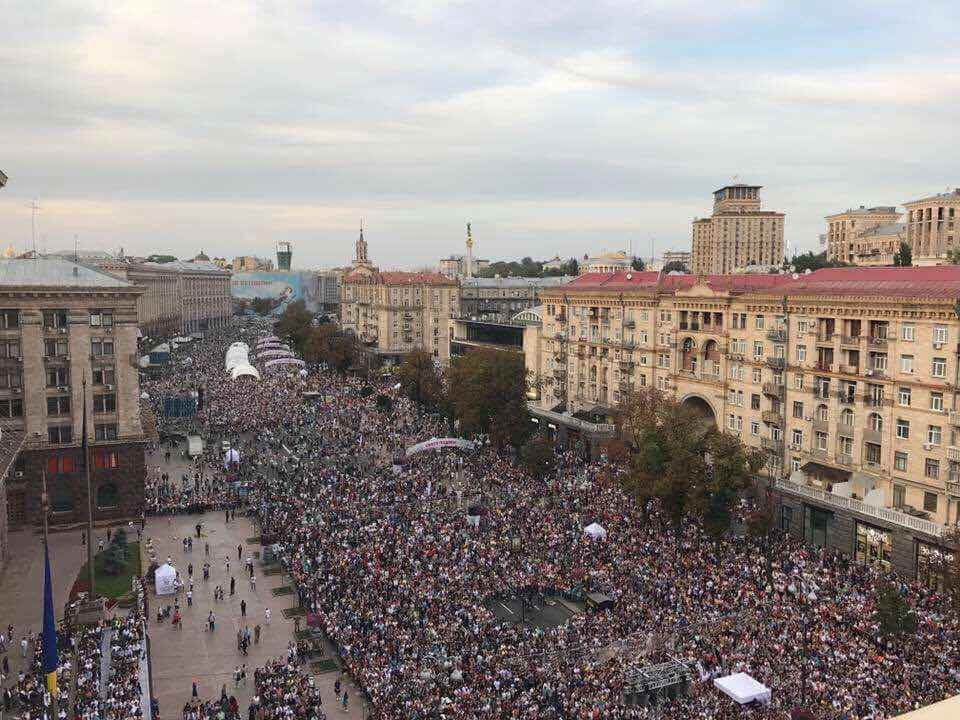
Хрещатик Свято Подяки
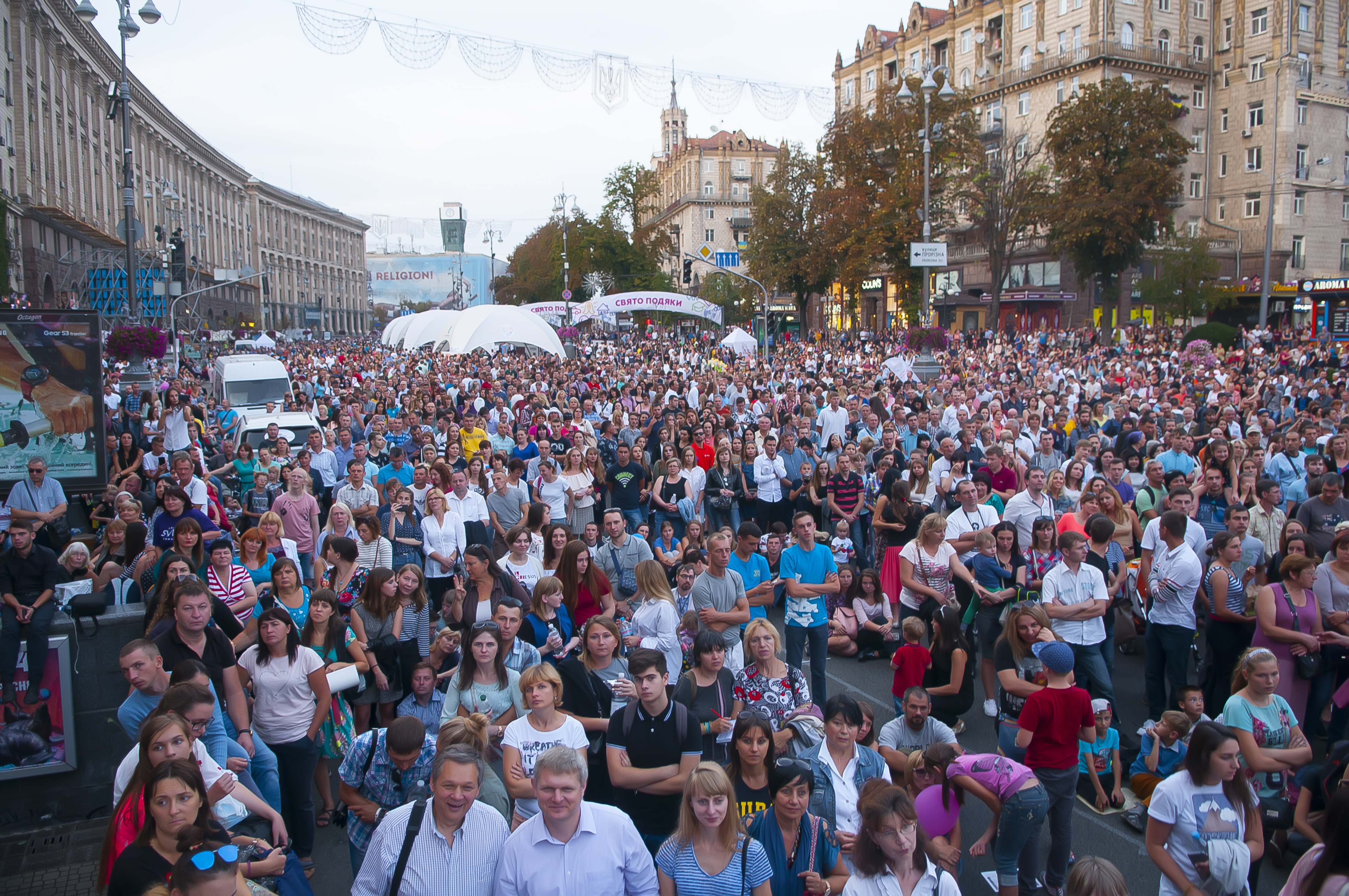
Свято Подяки, день
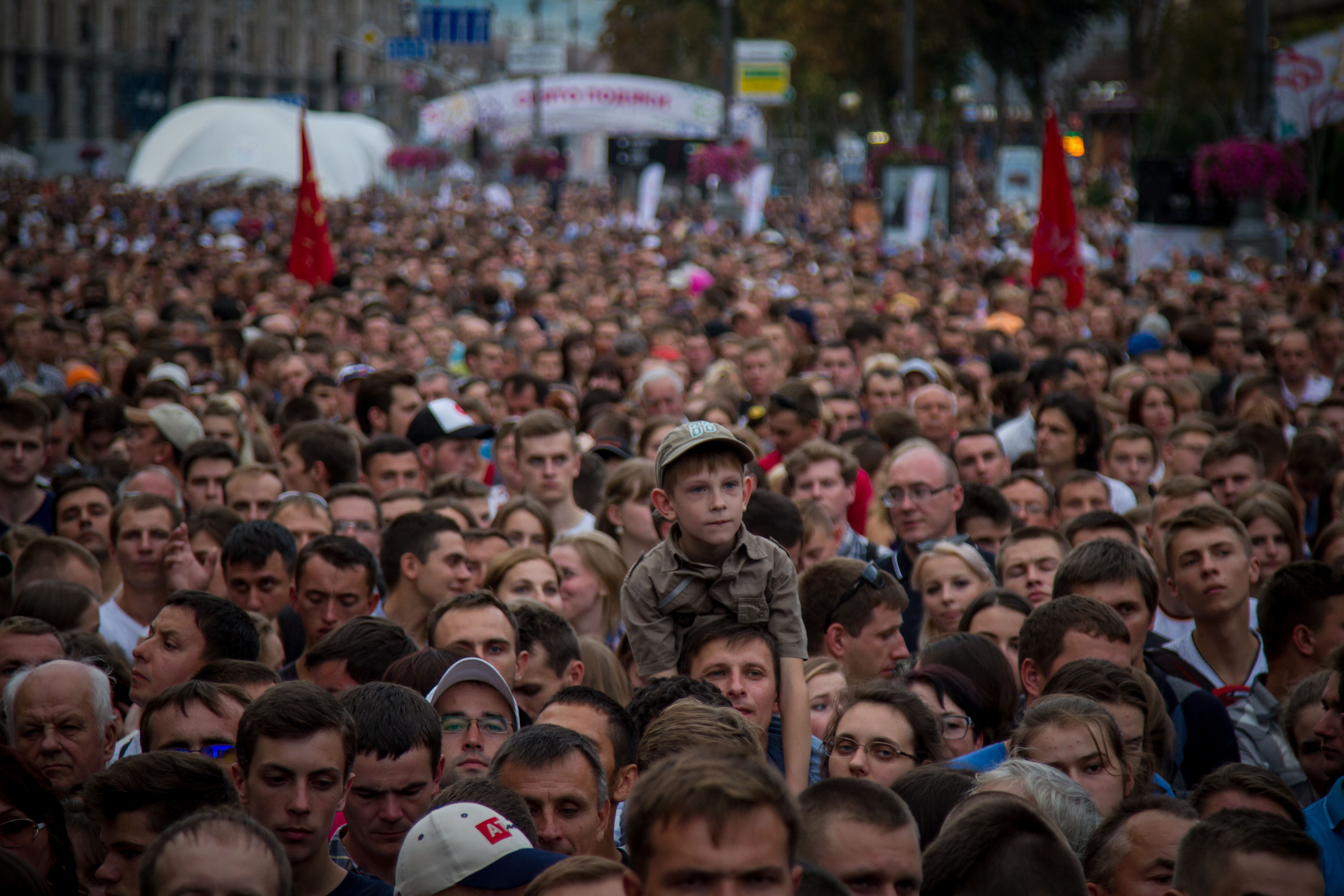
Всеукраїнське Свято Подяки
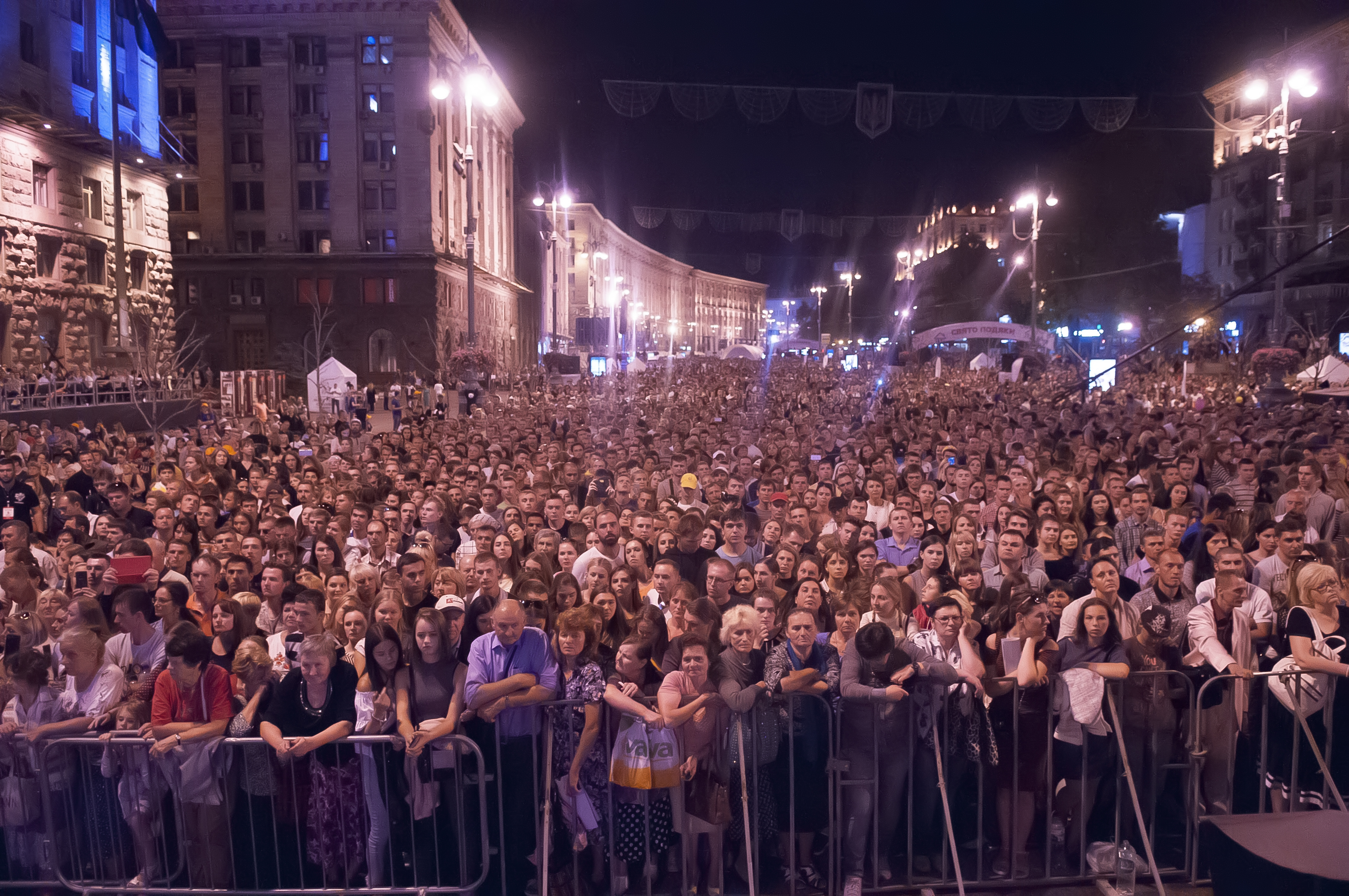
Свято Подяки виступ Ніка Вуйчича
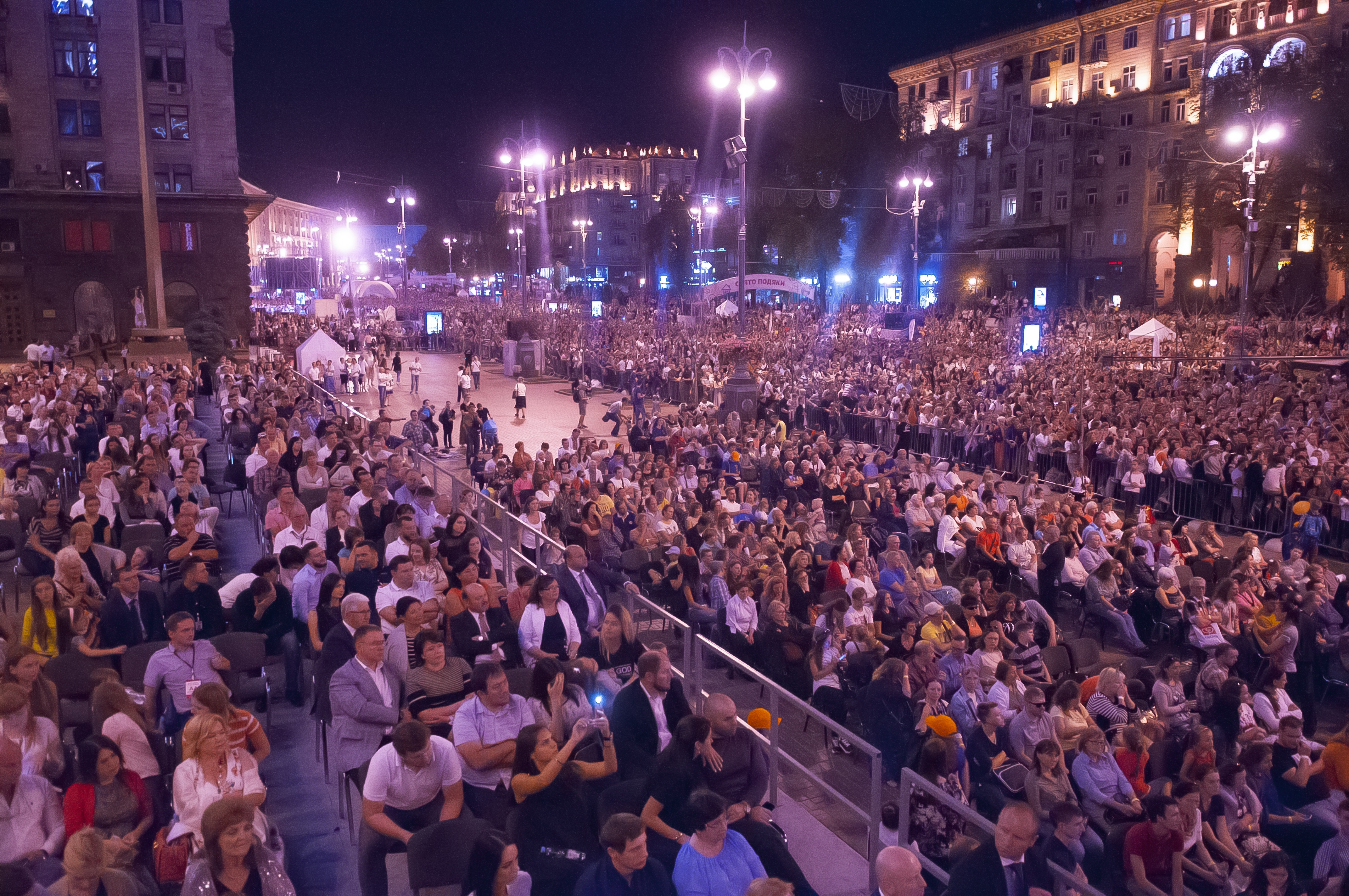
Свято Подяки вечір
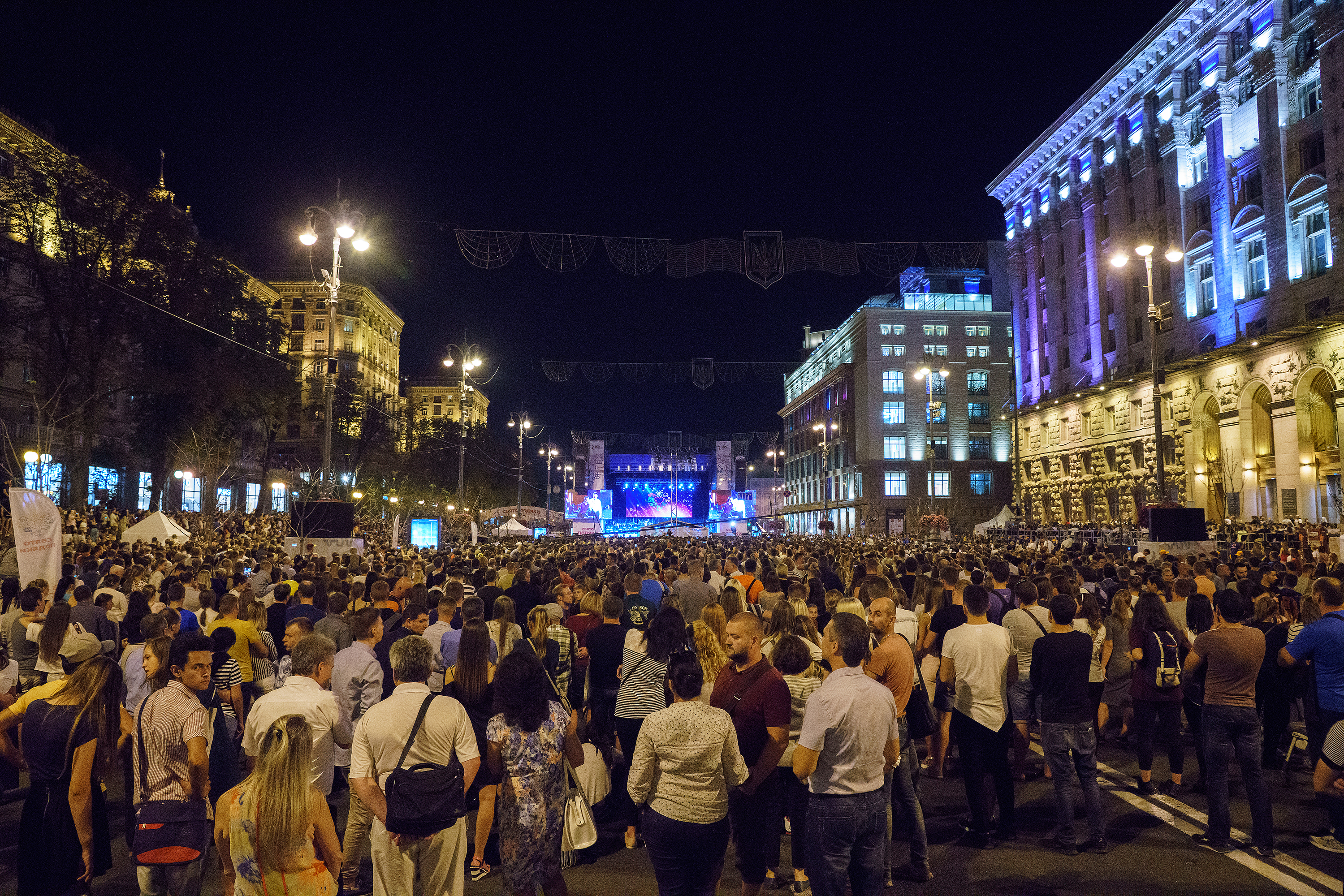
Хрещатик День Подяки